# 大崗山派
大崗山派是台灣佛教四大法脈之一，始於日治時代初期。派祖是義敏法師和永定法師。本山是台灣四大名山之一的高雄大崗山超峰寺。

## 沿革
大崗山派始於台灣日治時期初期，義敏法師和永定法師以超峰寺為根本道場而形成，和月眉山派、觀音山派（凌雲寺派）、法雲寺派並稱四大法脈，之後加入臨濟宗妙心寺派。

## 派下一覽
- 超峰寺
- 蓮峰寺
- 龍湖庵
- 新超峰寺
- 高雄龍泉寺
- 高雄千光寺
- 高雄義永寺
- 台南龍山寺
- 台南彌陀寺
- 白河大仙寺
- 永康小東山妙心寺
- 烏日善光寺
- 嘉義彌陀寺
- 屏東東山寺
- 埔里祥林精舍

## 外部連結
- 大崗山超峰寺